# Polystichum parvifoliolatum
Polystichum parvifoliolatum là một loài thực vật có mạch trong họ Dryopteridaceae. Loài này được W.M. Chu miêu tả khoa học đầu tiên năm 1992.